# Naturfreundehaus Harzofen
Das Naturfreundehaus Harzofen – alternativ Naturfreundehaus Elmstein genannt – ist ein Wanderheim im Pfälzerwald. Seine Bauten stehen zum großen Teil unter Denkmalschutz.

## Lage
Das Gebäude befindet sich am nordwestlichen Siedlungsrand von Harzofen, einem Ortsteil von Elmstein, innerhalb der Esthaler Straße und umfasst die ungeraden Hausnummern von 63 bis 67. In der näheren Umgebung befinden sich einige Wohnhäuser. Unmittelbar westlich erstreckt sich der Schloßberg.

## Geschichte

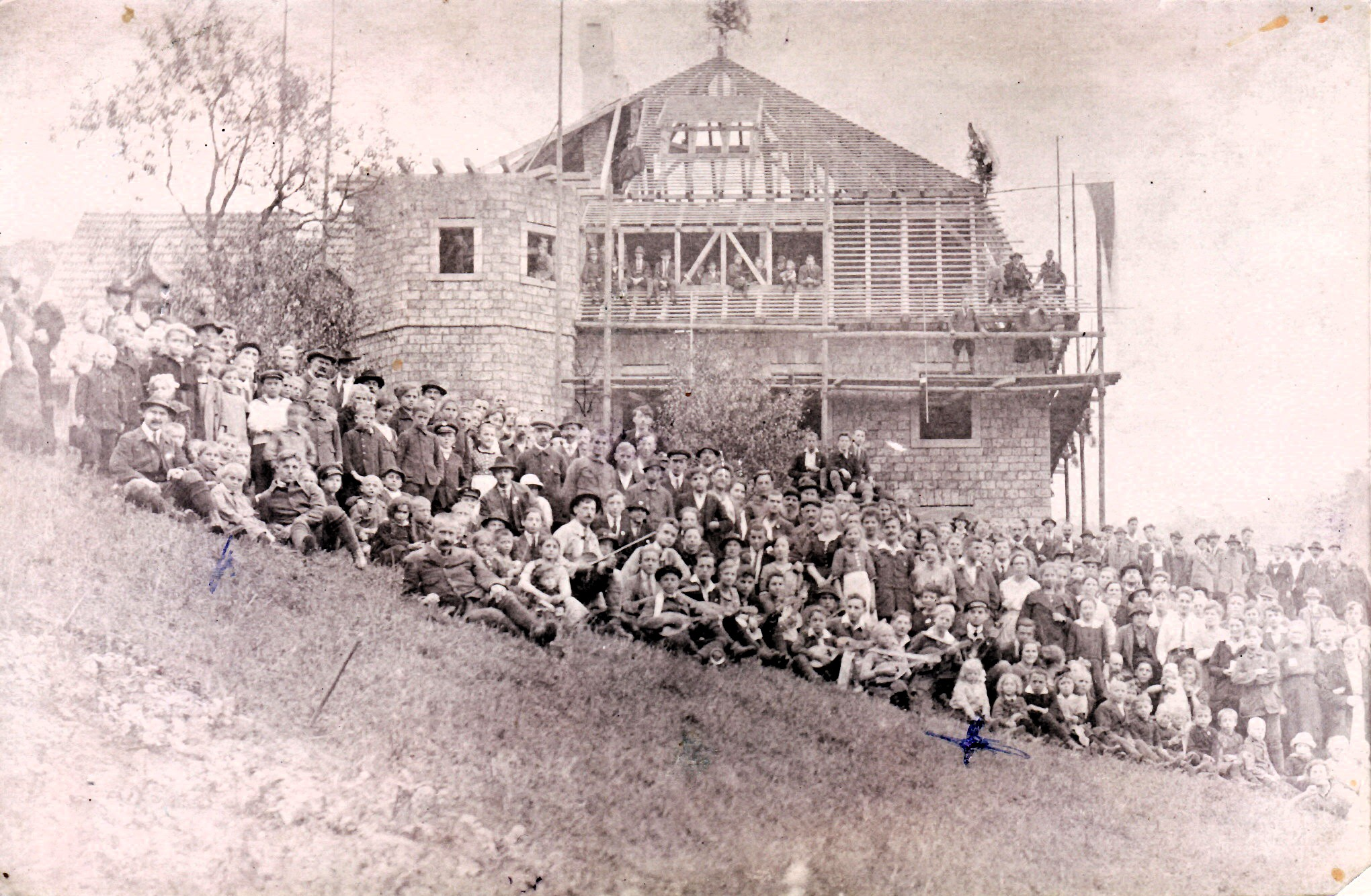
Hauseinweihung 1920

Die Initiative zur Errichtung des Heimes erfolgte von der im Jahr 1910 gegründeten Ortsgruppe Ludwigshafen der Naturfreunde. 1919 wurde das Riesbeckische Haus in Harzofen aufgekauft und im selben Jahr bis 1921 ein Neubau errichtet. Im Zeitraum von 1926 bis 1929 folgte der Erwerb des benachbarten Falkschen Baus. 1933 und 1934 erfolgte ein Ausbau; 1938 kam schließlich ein Treppenturm hinzu. 1960 fand eine Renovierung der Anlagen statt.

## Architektur
Beim Ensemble, das aus einem Seminarhaus, einer Wanderherberge und einer Jugendherberge besteht, handelt es sich um einen Krüppelwalmdachbau im Heimatstil. Denkmalgeschützt sind die beiden Gebäude mit den Hausnummern 63 und 65.

## Öffnungszeiten
Die Gaststätte des Naturfreundehauses ist täglich geöffnet.